# The Best of Warrant
The Best Of Warrant é o primeiro álbum de compilação dos maiores êxitos da banda norte-americana Warrant, lançado em 1996. Possui os grandes singles dos três primeiros álbuns de estúdio da banda, Dirty Rotten Filthy Stinking Rich, Cherry Pie e Dirty Dog, mas não estão incluídas músicas do quarto álbum de estúdio, Ultraphobic.

## Faixas
| N.º | Título                              | Duração |  |
| 1.  | "Down Boys"                         | 4:03    |  |
| 2.  | "32 Pennies"                        | 3:08    |  |
| 3.  | "Heaven"                            | 3:55    |  |
| 4.  | "D.R.F.S.R."                        | 3:17    |  |
| 5.  | "Big Talk"                          | 3:42    |  |
| 6.  | "Sometimes She Cries"               | 4:43    |  |
| 7.  | "Cherry Pie"                        | 3:20    |  |
| 8.  | "Thin Disguise"                     | 3:13    |  |
| 9.  | "Uncle Tom's Cabin"                 | 4:01    |  |
| 10. | "I Saw Red" (versão acústica)       | 3:45    |  |
| 11. | "Bed of Roses"                      | 3:12    |  |
| 12. | "Mr. Rainmaker"                     | 3:28    |  |
| 13. | "Sure Feels Good to Me"             | 2:39    |  |
| 14. | "Hole in My Wall"                   | 3:35    |  |
| 15. | "Machine Gun"                       | 3:43    |  |
| 16. | "We Will Rock You" (cover do Queen) | 2:56    |  |